# Theuma (genre)
Pour les articles homonymes, voir Theuma.
Genre
Synonymes
- Scylax Simon, 1889 nec Distant, 1887

Theuma est un genre d'araignées aranéomorphes de la famille des Prodidomidae.

## Distribution
Les espèces de ce genre se rencontrent en Afrique australe,.

## Liste des espèces
Selon World Spider Catalog (version 23.0, 14/02/2022) :
- Theuma ababensis Tucker, 1923
- Theuma andonea Lawrence, 1927
- Theuma aprica Simon, 1893
- Theuma capensis Purcell, 1907
- Theuma cedri Purcell, 1907
- Theuma elucubata Tucker, 1923
- Theuma foveolata Tucker, 1923
- Theuma funerea Lawrence, 1928
- Theuma fusca Purcell, 1907
- Theuma longipes Lawrence, 1927
- Theuma maculata Purcell, 1907
- Theuma microphthalma Lawrence, 1928
- Theuma mutica Purcell, 1907
- Theuma ovambica Lawrence, 1927
- Theuma parva Purcell, 1907
- Theuma purcelli Tucker, 1923
- Theuma pusilla Purcell, 1908
- Theuma recta Lawrence, 1927
- Theuma schreineri Purcell, 1907
- Theuma schultzei Purcell, 1908
- Theuma tragardhi Lawrence, 1947
- Theuma velox Purcell, 1908
- Theuma walteri (Simon, 1889)
- Theuma xylina Simon, 1893
- Theuma zuluensis Lawrence, 1947

## Systématique et taxinomie
Ce genre a été décrit sous le nom Scylax par Simon en 1889 dans les Drassidae. Le nom Scylax Simon, 1889 étant préoccupé par Scylax Distant, 1887 dans les hémiptères, il est renommé Theuma par Simon en 1893. Il est placé dans les Prodidomidae par Platnick en 1990, dans les Gnaphosidae par Azevedo, Griswold et Santos en 2018 puis dans les Prodidomidae par Azevedo, Bougie, Carboni, Hedin et Ramírez en 2022.
Theuma intermedia Strand, 1915 de Namibie a été déclarée nomen dubium par Nentwig, Blick, Gloor, Jäger et Kropf en 2020.

## Publications originales
- Simon, 1893 : Histoire naturelle des araignées. Paris, vol. 1, p. 257-488 (texte intégral).
- Simon, 1889 : « Arachnidae transcaspicae ab ill. Dr. G. Radde, Dr. A. Walter et A. Conchin inventae (annis 1886-1887). » Verhandlungen der kaiserlich-königlichen zoologisch-botanischen Gesellschaft in Wien, vol. 39, p. 373-386 (texte intégral).